# Canon fretté

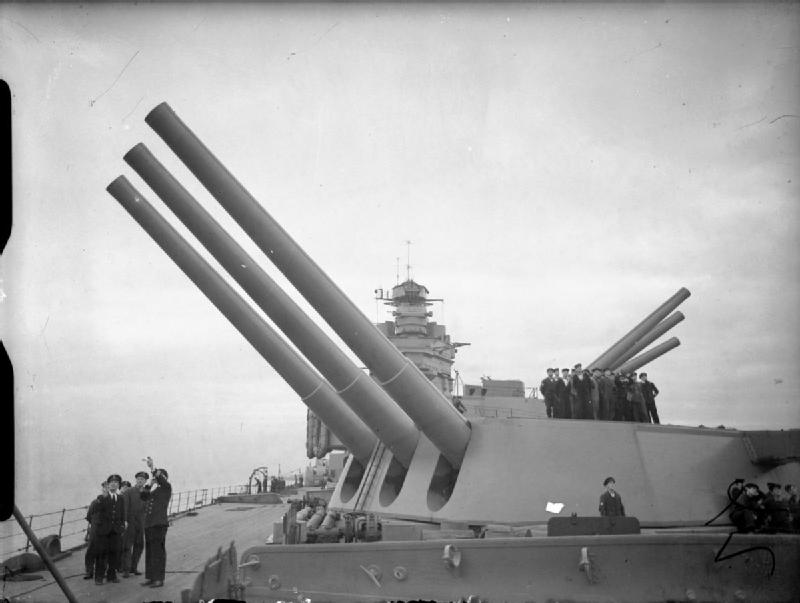
Canon de marine de 16 pouces BL Mk I, dont on peut apercevoir une partie de la frette côté culasse

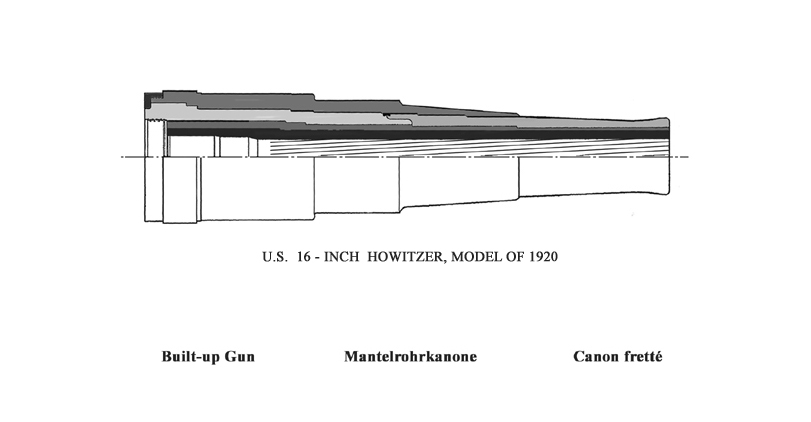
Tube fretté

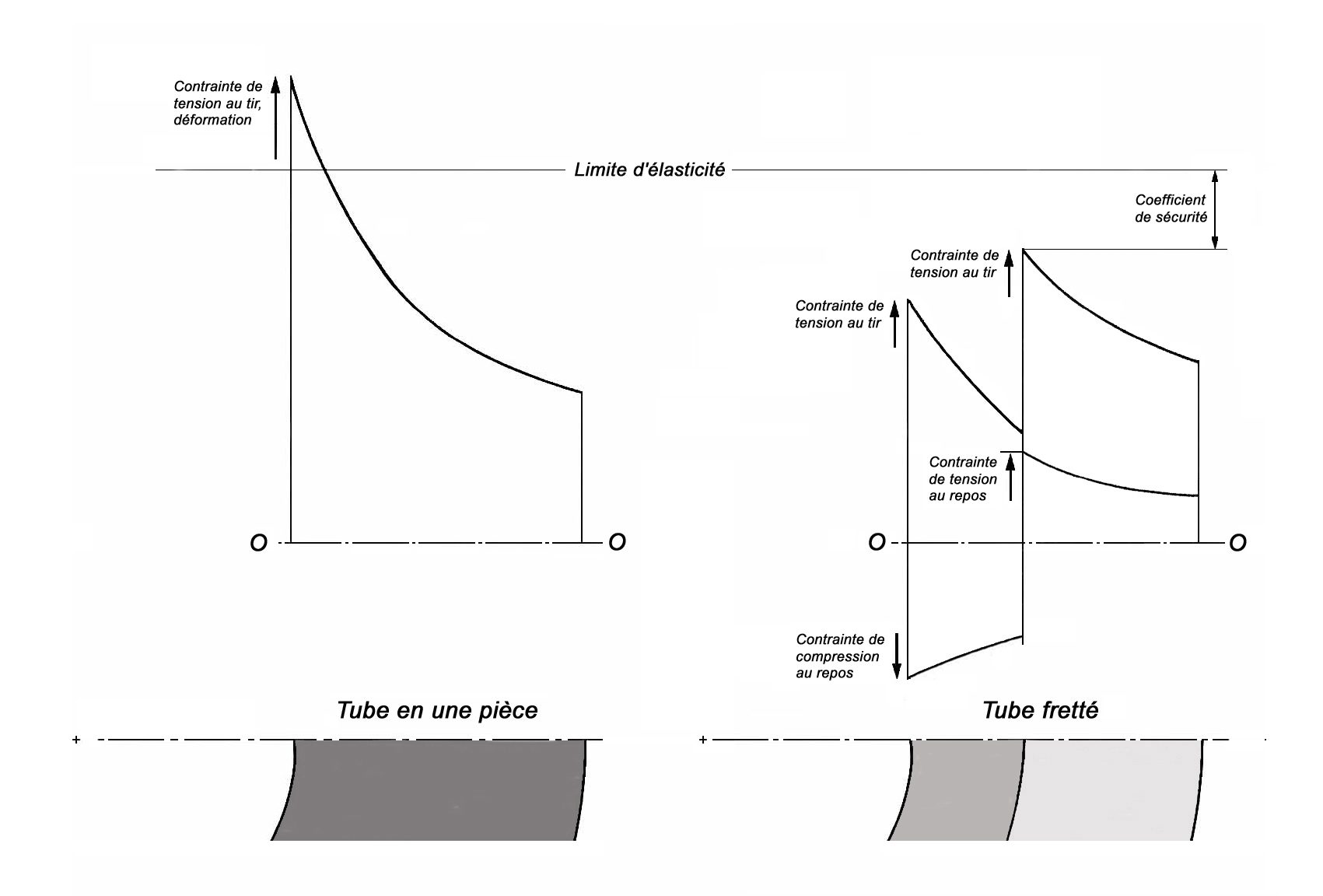
Comparaison entre un tube en une pièce et un tube fretté

Un tube de canon fretté est composé de plusieurs éléments, contrairement à un tube forgé ou fondu en une pièce. Les frettes sont des anneaux posés sur le tube d'un canon pour le renforcer. Le frettage réalise une compression du tube central et la mise sous tension du tube extérieur. 
Le frettage du tube consiste à le renforcer contre la pression intérieure qu’il subira au départ du coup. En principe, le ou les frettages, des anneaux, sont posés à chaud. Étant donné que leur diamètre à froid est légèrement plus petit que le diamètre extérieur du tube central, elles créent, en refroidissant, une précontrainte de compression qui réduira d'autant l’effet de l’extension du tube au départ du coup. Vu cette précontrainte du métal, on obtient une répartition plus égale des sollicitations dans l’ensemble tube et frette, ce qui permet une économie de masse par rapport à un tube en acier massif pouvant résister au même choc dû à l’augmentation explosive de la pression. 
Pour des pièces d’artillerie de petites dimensions et avec le perfectionnement de l’usinage pour des pièces plus grosses, il est devenu possible de remplacer les frettes de faible longueur par des frettes en une pièce, appelées jaquettes ou manchons. Un avantage de ces jaquettes consiste dans le fait que le tube extérieur massif a pour effet de réduire les vibrations de l’ensemble au départ du coup.